# 永遠の1.8秒
P&Gパンテーンドラマスペシャル永遠の1.8秒（えいえんのいってんはちびょう）は、フジテレビ系列（関東・関西ほか一部地域のみ）で2007年2月12日15:58－16:55に放送されたテレビドラマ。提供は番組タイトルにあるP&Gである。視聴率は7.4%。
「パンテーンドラマスペシャル名作選」として2010年3月10日にBSフジで再放送。

## 概要・物語
水泳部に所属し、シンクロナイズドダイビングの選手である前田夏希と小林はるかが主人公のドラマ。二人は高校3年生で大学受験を控えている。そして夏希は部活で良い成績を残し、大学の推薦を取ろうと意気込んでいた。はるかも当然それを応援し、「自分が夏希の足を引っ張っていてはいけない」と思い部の休みの日にも練習をし始める。しかしそれを見た顧問は、はるかを大学に推薦する事に決め、夏希には「おまえが足をひっぱっていた」と告げる。その日以来、夏希とはるかの関係は微妙になってしまい……。

## 出演者
- 前田夏希 - 成海璃子
- 小林はるか - 星井七瀬（幼少期：小野花梨）
- 寺の住職 - 六平直政
- 杉本先生 - 櫻庭博道
- はるかの母 - 兎本有紀
- はるかの祖母 - 花原照子
- 夏希の母 - 大塚良重

## スタッフ
- 企画 - 関谷正征
- 脚本 - 清水達也／山本あかり
- プロデュース - 瀧山麻土香／三田真奈美
- 演出 - 加藤裕将

## その他
- 2人が飛び込む時のタイミングを合わせる合い言葉"Witch Queen Rose"は、2人が飛び込みを始めるときに決めたものである。この合い言葉はおジャ魔女どれみに登場する女王が生まれる場所からとったものと設定されている。
- 主演の成海璃子の実年齢は14歳であり、今作では4歳年上の役を演じた。また『P&Gパンテーンドラマスペシャル』の主演女優の中でも異例の年齢である。
- 成海は「飛び込み台の高さよりも、プールの深さの方が怖かった」と語っている。